# Sisters on Wire
Sisters on Wire è un gruppo musicale lituano formatosi nel 2014. È costituito dai musicisti Ieva Šcerbinskaitė, Oleg Erochin, Filip Gusev e Marius Oršauskas.

## Storia del gruppo
Sono saliti alla ribalta nel 2016 con l'uscita del primo album in studio Never Turn the Lights Off, il cui successo è stato sufficiente a garantire al gruppo due candidature, tra cui una nella categoria di svolta dell'anno, ai Muzikos asociacijos metų apdovanojimai, i principali premi musicali della Lituania.
Due anni dopo sono stati selezionati come artisti di apertura del concerto degli a-ha presso il castello di Trakai. Nel 2020 hanno inciso Taip jau gavosi e Mėlyna mėlyna, che sono diventate delle hit a livello nazionale, poiché hanno raggiunto rispettivamente la 18ª e la 7ª posizione della Singlų Top 100, combinando attraverso questi due brani un totale di 90 settimane trascorse in classifica. Mentre il primo è oro per gli oltre 2,5 milioni di stream accumulati, il secondo è platino per le 40 000 copie certificate dalla AGATA. Mėlyna mėlyna ha inoltre fruttato al gruppo due candidature ai M.A.M.A. 2021 e un premio Aukso lašas alla canzone dell'anno.
Il secondo LP, dal titolo Horizontai, è uscito nel febbraio 2023 e ha raggiunto la 22ª posizione della Albumų Top 100. Il terzo, Siluetai (2025), si è fermato al 35º posto della graduatoria.

## Formazione
- Ieva Šcerbinskaitė – voce, pianoforte
- Oleg Erochin – voce, chitarra
- Filip Gusev – chitarra
- Marius Oršauskas – batteria

## Discografia

### Album in studio
- 2016 – Never Turn the Lights Off
- 2023 – Horizontai
- 2025 – Siluetai

### EP
- 2015 – EP

### Singoli
- 2015 – Take My Hand
- 2015 – Earth
- 2016 – Voices
- 2016 – Deeper
- 2017 – My Heart Is Beating
- 2019 – Oceans
- 2020 – Taip jau gavosi
- 2020 – Ruin the Bridges
- 2020 – Mėlyna mėlyna
- 2020 – Ten esi tu
- 2021 – Paleisk mane
- 2022 – Keistas pasaulis
- 2022 – Draugai
- 2022 – Bėgantis laikas
- 2023 – Duok man ženklą
- 2024 – Savo delnuos